# SERCA
SERCA (Sarco-Endoplasmic Reticulum Calcium ATPase) è l'acronimo in inglese per reticolo sarco-endoplasmatico Ca2+ ATPasi oppure per SR Ca2+ -ATPasi. È una ATPasi di tipo P appartenente alla famiglia delle Calcio ATPasi. È implicata nell'effetto lusitropo.

## Funzione
SERCA è presente nel reticolo sarcoplasmatico (SR) all'interno dei miociti. È un Ca2+ ATPasi che trasferisce Ca2+ dal citosol della cellula al lume della SR a spese dell'idrolisi dell'ATP durante il rilassamento muscolare.
Esistono 3 domini principali sulla faccia citoplasmatica di SERCA:
- dominio di fosforilazione
- dominio di associazione nucleotidica, che formano il sito catalitico
- il dominio dell'attuatore, che è coinvolto nella trasmissione dei principali cambiamenti conformazionali.

Sembra che, oltre alle proprietà di trasporto del calcio, SERCA1 generi calore in alcuni adipociti e può migliorare la tolleranza al freddo in alcuni modelli animali sperimentali.

## Regolazione
La velocità con cui SERCA muove Ca2+ attraverso la membrana SR può essere controllata dalla proteina regolatrice fosfolambana (PLB / PLN). SERCA riduce la propria attività quando PLB è associato ad esso. L'aumento della stimolazione β-adrenergica riduce l'associazione tra SERCA e PLB dalla fosforilazione di PLB da parte di PKA. Quando il PLB è associato a SERCA, la velocità del movimento di Ca2+ è ridotta; in seguito alla dissociazione del PLB, il movimento del Ca2+ aumenta.
Un'altra proteina, la calsequestrina, lega il calcio all'interno della SR e aiuta a ridurre la concentrazione di calcio libero all'interno della SR, assistendo così SERCA in modo che non debba pompare contro un così alto gradiente di concentrazione. L'SR ha una concentrazione molto più elevata di Ca2+ (10.000x) all'interno rispetto alla concentrazione di Ca2+ citoplasmatica. SERCA2 può essere regolato da microRNA come miR-25 che sopprime SERCA2 nell'insufficienza cardiaca.
La funzione ERCA è sovraregolata nel muscolo scheletrico dei conigli e nel miocardio dei roditori dagli ormoni tiroidei. Questo meccanismo può contribuire all'effetto pro aritmogeno della tireotossicosi.
A fini sperimentali, SERCA può essere inibita da tapsigargina e indotta da istaroxime.